# Haplolepidae
Famille
Les Haplolepidae sont une famille fossile de poissons à nageoires rayonnées.

## Classification
La famille des Haplolepidae est créée en 1944 par le géologue et paléontologue britannique Thomas Stanley Westoll (1912-1995),.

## Sous-famille
- Parahaplolepinae Lowney, 1983 avec le genre Parahaplolepsis comme genre-type[2].

## Liste des genres
Selon Paleobiology Database en 2023, les genres référencés sont au nombre de quatre hors de la sous-famille Parahaplolepinae :
- †Blairolepis Lowney, 1983
- †Blanzyhaplolepis Poplin, 1997
- † Haplolepis Miller, 1892
- † Protohaplolepis Lowney, 1983[2]

* † Microhaplolepis Lowney, 1980[réf. nécessaire]

### Publication originale
- [1944] (en) Thomas Stanley Westoll, « The Haplolepidae, a new family of late Carboniferous bony fishes: a study in taxonomy and evolution », Bulletin of the American Museum of Natural History, vol. 83, no 1,‎ 7 juillet 1944, p. 1-122 (lire en ligne).